# Kapitein Rob
Kapitein Rob of De avonturen van Kapitein Rob is een Nederlandse stripreeks met het gelijknamige personage in de hoofdrol, getekend en bedacht door Pieter Kuhn (1910-1966) met tekst van journalist Evert Werkman (1915-1988), die in 73 verhalen van 11 december 1945 tot en met 21 januari 1966 (onderbroken door twee periodes van langere duur) in de Parool-bladen is verschenen. 

## Geschiedenis
11 december 1945 vaart Kapitein Rob met zijn zeilschip De Vrijheid samen met zijn hond Skip (een samojeed) uit voor zijn eerste avontuur, maar het verhaal heeft nog het karakter van een  probeersel. Kuhn is een uitstekend tekenaar, maar mist de gave van het woord en krijgt daarom van Het Parool een tekstschrijver toegewezen om zijn gedachten vorm te geven. Vanaf het tweede verhaal is dat Evert Werkman en komt er meer lijn in de verhalen. 
Dat tweede verhaal voert de lezer terug naar de zeventiende eeuw en Kuhn toont zich een meester in het tekenen van historische zeilschepen. De maritieme geschiedenis is een veelvuldig terugkerend decor in de avonturen van Kapitein Rob. Onder andere de zeerover Peer den Schuymer (Soliman Reis), de legendarische Vliegende Hollander, de ontdekkingsreiziger Olivier van Noort en de pionier Jan van Riebeeck figureren in deze verhalen. De geschiedenis komt niet alleen tot leven via oude scheepsjournaals waar Rob de hand op weet te leggen, maar ook door het 'Historisch Oog', een uitvinding die de held in staat stelt om terug in de tijd te reizen.
In het derde verhaal presenteren zich twee booswichten die het Kapitein Rob gedurende zijn hele verdere stripleven lastig zullen maken: professor Lupardi en diens assistent Yoto. Met deze stripgeleerden wordt het element sciencefiction in de verhalen geïntroduceerd. Ruimtereizen en wetenschappelijke experimenten zijn er genoeg in dit genre, maar Kuhn blijkt een groot talent te hebben voor het bedenken van originele plots. Een hoogtepunt is De geheimzinnige baron Himota: professor Lupardi doet zich voor als fabrikant van koelkasten voor wetenschappelijke doeleinden waarmee het absolute nulpunt kan worden benaderd. Ze worden echter gebruikt om geleerden van naam te dematerialiseren om ze vervolgens, gematerialiseerd en wel, in zijn laboratorium te laten verschijnen om zijn opvattingen over wereldvrede aan te horen.
Het misschien meest klassieke Kapitein Robverhaal is Het geheim van de Bosplaat, waarin Kapitein Rob, even na de Duitse capitulatie, op Terschelling een ondergrondse bunker ontdekt waarin nazi's boze plannen smeden, die Rob gelukkig op het nippertje weet te verijdelen. 
De Avonturen van Kapitein Rob worden een succes en de boekjes van de krantenstrips die tot 1961 bij Het Parool verschijnen vinden gretig aftrek. Er is zelfs een jeugdblad gewijd aan Kapitein Rob (verschenen onder verschillende namen): "Ketelbinkiekrant" (1948-1957; o.a. Rotterdam), "Kapitein Rob's Vrienden" (1949-1952; Amsterdam), "Robs Vrienden" (1952-1957; landelijk). Daarnaast verschijnt het blad commercieel in Nederland en België gedurende enige tijd als respectievelijk "Remia Post" en "Jeugdclub 3 Molens".  Maar ook anderen liften mee op de populariteit van de strip: de hoofdpersoon in de deeltjes 9 ("Atlantic Star") en 10 ("Algiers") die in 1948 in de "Panterserie", een reeks beeldromans, zijn verschenen, is onmiskenbaar Kapitein Rob. Een duidelijk geval van plagiaat door tekenaar Leen Spierenburg en tekstschrijfster Gerda Spierenburg. In "Stripschrift" 345 (augustus 2002) staat een artikel van Lex Ritman hierover. Ook genoemd in "De wereld van Dick Bos" van Rich Thomassen (2003) met tekst over plagiaat gepleegd op de beeldromans van "Dick Bos" van Alfred Mazure. Belangrijk is dat de Kapitein Robverhalen aansluiten bij de werkelijkheid. Locaties als Amsterdam, West-Terschelling en Tanger zijn naar de realiteit getekend. In Amsterdam b.v. hotel The Silver Dollar (O.Z. Voorburgwal 11), het kroegje De Juiste Koers (Prins Hendrikkade 93) en het keldertje van de tagrijn Ome Jan Tijms (Geldersekade 23).
De strip verscheen via het syndicatiebureau Swan Features Syndicate ook in de ABC-eilanden, België, Brazilië, Canada, Denemarken, Duitsland, Engeland, Finland, Frankrijk, Ierland, India, Indonesië, Italië, Mexico, Pakistan, Polen, Portugal, Spanje, Suriname, Zuid-Afrika en Zwitserland.
De jaren vijftig was de grote tijd van Het Parool dat coryfeeën als Simon Carmiggelt ("Kronkel"), Henri Knap ("Dagboekanier"), Jeanne Roos ("Tip van Roos") en Annie M.G. Schmidt in de gelederen had en "Kapitein Rob" misstond niet in dit gezelschap van klinkende namen. Integendeel, toen Pieter Kuhn het halverwege dat decennium voor gezien hield, was het Simon Carmiggelt zelf die pleitte voor hervatting van de strip: "Het Parool zonder Kapitein Rob, dat is al te grijs …" 
Kapitein Rob keerde terug in Het Parool om zijn belevenissen voort te zetten, hoewel de verhalen minder kwaliteit lijken te hebben dan de eerste reeks. Er was nadien nog een langere onderbreking van de strip, toen Pieter Kuhn werd geveld door een hartaanval. Een tweede hartaanval, enkele jaren later, betekende echter het definitieve einde van "De Avonturen van Kapitein Rob".

## Alle verhalen van "Kapitein Rob"
De datering is gebaseerd op de oudste boekuitgaven (verhaal 66 is correct gedateerd).
1. De avonturen van het zeilschip De Vrijheid (1946)
2. Het scheepsjournaal van Peer den Schuymer (1947)
3. Het pinguïnland van prof. Lupardi (1947)
4. Kapitein Rob in China (1947)
5. 24.000 mijlen oceaanrace (1947)
6. Het geheim van de Bosplaat (1948)
7. De vallei der vergeten wereld (1948)
8. De terugkeer van Peer den Schuymer (1948)
9. Het geheim van de tunnel (1948)
10. Mysterie van het Zevengesternte (1949)
11. Het Mexicaanse afgodsbeeld (1949)
12. Het levende eiland (1949)
13. De schatten van opa Larsen (1949)
14. De zwerftocht van de Vliegende Hollander (1949)
15. De onderwereld van prof. Lupardi (1950)
16. Het rijk van de witte mammouth (1950)
17. De wraak van de zwarte tovenaar (1951)
18. Het raadsel van Venus (1951)
19. Het goud van de Groene Slang (1951)
20. De rose parels van Tamoa (1951)
21. De aanslag op de "Vliehors" (1951)
22. Het smokkelnest van Kid Blauwneus (1952)
23. Het raadsel van Straat Magelhaes (1952)
24. Jan van Riebeeck in Zuid-Afrika (1952)
25. Kapitein Rob en het olie mysterie (1952)
26. De ondergang van de "Solar" (1952)
27. De strijd om het uraniumkwik (1953)
28. De geheimzinnige passagier (1953)
29. Het raadsel van het Atlasgebergte (1953)
30. De schatten van de Esmeralda (1953)
31. Het dodende licht (1954)
32. De geheimzinnige baron Himota (1954)
33. De speurtocht van de "Vrijheid" (1954)
34. De thuisreis van de Vrijheid (1954)
35. De ontdekking van Krijn Storm (1955)
36. Avontuur op Pampus (1955)
37. Om het goud van Midian (1955)
38. De stranding van de Atlantide (1957)
39. De goudschat van de sheik (1957)
40. De jacht op het goud (1957)
41. De condors van het Andesgebergte (1958)
42. Het rijk der duizend eilanden (1958)
43. De zwerftocht van de "Havik" (1958)
44. De achtervolging van de "Taifoen" (1958)
45. Het mysterie van Tulip Rock (1958)
46. Het spookschip van Hellwick (1958)
47. Het geheim van de Westergronden (1959)
48. De schimmen van de Nevelvallei (1959)
49. De verdwenen erfgenaam (1960)
50. De schipbreuk van de SI-BIR X (1960)
51. De schat van Disteleiland (1960)
52. De jacht op het fortuin (1961)
53. Het vervalste contract (1961)
54. Het gestolen raketgeheim (1961)
55. Het wrak van de Kristalbaai (1961)
56. Wapens voor de Rio Florida (1961)
57. De droomreis van de Liselotte (1971)
58. De saboteurs van Satanza (1971)
59. Incident in Punta Reposo (1971)
60. De citadel van Cuentomala (1971)
61. De ruimtereis van Jane Winter (1971)
62. De roof van de Torah-juwelen (1971)
63. Eiland zonder naam (1971)
64. De stranding van de Caprice (1971)
65. Het gouden boegbeeld (1971)
66. Het zwarte Daya-diamant (1972)
67. De ondergang van de Bruinvis (1971)
68. De onberaden weddenschap (1971)
69. Het wrak van de "Tramontana" (1972)
70. Lupardi en het M-project (1972)
71. Het raadsel van de "Cambria" (1972)
72. De verdwenen burcht (1972)
73. Rendez-vous in Jamaica (1972)
Naast de 73 stripverhalen zijn er 33 korte geïllustreerde verhalen "Kapitein Rob vertelt". Oorspronkelijk verschenen in het jeugdblad "Ketelbinkiekrant/Kapitein Rob's Vrienden"; april 1949 t/m september 1950 (niet in elk nummer). Tekeningen van Pieter Kuhn en tekst van Evert Werkman. Later worden deze in boekvorm uitgebracht door Uitgeverij Panda (Den Haag): "Kapitein Rob vertelt" (1980) en door Uitgeverij De Vrijheid (Den Haag) in de herdrukreeks "Kapitein Rob, volledige werken" (album 21; 1997). Ook in de latere Haagse herdrukreeks van Paul Rijperman (album 41; 2008). Overigens mag niet vergeten worden dat Wim Meuldijk (Het Rotterdams Parool) in de periode van de "Ketelbinkiekrant/Kapitein Rob's Vrienden" boekuitgaven verzorgde met enkele verhalen uit "Kapitein Rob vertelt". Met name in "Het nieuwe avonturenboek van Ketelbinkie en zijn vrienden", "Allemaal naar het land van avontuur", "Het nieuwe boek van avontuur" en "Het vrolijke en spannende jeugdboek" (er is ook een afwijkende versie zonder Kapitein Rob). Het Rotterdams Parool publiceerde  wat later (1959) "Voor Antjes en Jantjes (... en andere jonge klantjes)". Ook in "Het stormachtige leven van Kapitein Rob", geschreven door Lex Ritman (Uitgeverij Panda; 1978), staan enkele verhalen uit "Kapitein Rob vertelt".

## Het schip De Vrijheid
De Vrijheid was de eerste van vijf jachten van Kapitein Rob. Waarom Peter Kuhn dit schip koos voor zijn stripverhalen is niet bekend. De naam De Vrijheid is ontleend aan een bestaand schip, de Almare. Deze Noorse jol, een karveel gebouwde spitsgat S-spant, was ontworpen en gebouwd door ingenieur Ben Huese (1896-1944). Hij was naast kunstenaar, ballonvaarder en alpinist ook een groot zeilliefhebber. Huese werkte als hoofdingenieur bij de Kromhout Motoren Fabriek in Amsterdam en was betrokken bij ontwikkeling van de K1 scheepsmotor. Huese liet het schip bouwen op scheepswerf Kok in Huizen als demonstratieschip voor de kleine K1 Kromhout 2-taktdieselmotor.
Toen het schip in 1931 van stapel liep kreeg het de naam Almare, naar de oude naam voor Zuiderzee. De naam werd later veranderd in De Vrijheid.  Het schip werd na een restauratiebeurt in 2017 opnieuw te water gelaten in Huizen.

## Verfilming
In de jaren na Kuhns dood zijn diverse pogingen ondernomen om de strips te verfilmen, echter tot 2005 zonder resultaat. Toen  namen  Simon de Waal en Hans Pos contact op met de Erven Kuhn om plannen te bespreken voor een speelfilm. 
De speelfilm "Kapitein Rob en het geheim van professor Lupardi" kwam in november 2007 in de Nederlandse en Belgische bioscopen. De Waal en Pos schreven het scenario en hun gezamenlijke filmproductiemaatschappijen (Screenpartners en Shooting Star Filmcompany, de laatste bekend van de Pietje Bell- en Kruimeltjefilms) hebben de film geproduceerd. Thijs Römer speelt in de film Kapitein Rob en Arjan Ederveen is de vreselijke vijand Professor Lupardi. Ook andere personages uit de strips zijn vertegenwoordigd in de film: Yoto, Skip, Cigaret Larry en Marga en Paula. In de film wordt Kapitein Rob verliefd op Paula, net als in de strips.

## Duitstalige proefdruk
In bibliotheken in Leipzig (Duitsland), Zürich en Bern (Zwitserland) bevindt zich het zeldzame oblongboekje Die Abenteuer des Segelbootes "Freiheit" uit de stripserie Kapitein Rob. Datering: circa 1948. Het is in Zürich door Lutz & Stocker gedrukt. De vertaling uit het Nederlands is van Erwin Lutz. Het boekje telt 102 pagina's. Voor zover bekend zijn er vijf tot tien proefdrukken gemaakt. In Kapitein Robs stormachtige leven (Lex Ritman; 1995) staat de proefdruk voor de omslag van de geplande Duitstalige uitgave op bladzijde 12 afgebeeld. Van een boekuitgave was toen nog niets bekend in Nederland. In 2016 verscheen in Nederland een facsimile-uitgave van het in Zürich verschenen boekje in een beperkte oplage ter gelegenheid van het feit dat Pieter Kuhn vijftig jaar geleden was overleden.

## Tijdelijke terugkeer
Van 13 december 2020 tot en met 7 augustus 2021 verscheen er 75 jaar na zijn entree een nieuw avontuur in honderd aflevering van Kapitein Rob in Het Parool, Dagblad van het Noorden, Leeuwarder Courant, Noord-Hollands Dagblad, Haarlems Dagblad, Leidsch Dagblad, IJmuider Courant en Gooi- en Eemlander. De reeks werd gemaakt door journalist en schrijver Frank von Hebel uit Groningen en tekenaar Fred de Heij uit Zaandam. De strip verscheen in Het Parool drie keer per week. De andere kranten plaatsen de strip dagelijks. Deze reeks, getiteld De laatste reis van De Vrijheid, is bedoeld als eerbetoon aan Kuhn. In april 2022 verscheen het gelijknamige stripalbum (uitgeverij Personalia) met een voorwoord van Maarten van Rossem. Personalia heeft het oog gericht op een volledige herdruk van alle Kapitein Robverhalen.

## Merkwaardige missers
- Het raadsel van Venus (verhaal 18): Kuhn noemt de spintanen ten onrechte insecten. Het zijn spinachtigen. Zie QN1383.
- Jan van Riebeeck in Zuid-Afrika (verhaal 24): Kuhn tekent hier een Indische neushoorn (pantserneushoorn): moet een Afrikaanse neushoorn zijn. Zie: QN1864.
- Het dodende licht (verhaal 31) : Kuhn tekent sporen in de sneeuw terwijl de slede daar nog moet komen. Zie de omslag van het oblongboekje.